# Лаз-Бистрицький
45°58′ пн. ш. 16°06′ сх. д. / 45.96° пн. ш. 16.1° сх. д.
Лаз-Бистрицький (хорв. Laz Bistrički) — населений пункт у Хорватії, у Крапинсько-Загорській жупанії у складі громади Марія-Бистриця.

## Населення
Населення за даними перепису 2011 року становило 788 осіб.
Динаміка чисельності населення поселення:

## Клімат
Середня річна температура становить 9,85 °C, середня максимальна — 23,48 °C, а середня мінімальна — -5,71 °C. Середня річна кількість опадів — 967 мм.
| Клімат поселення                              | Клімат поселення | Клімат поселення | Клімат поселення | Клімат поселення | Клімат поселення | Клімат поселення | Клімат поселення | Клімат поселення | Клімат поселення | Клімат поселення | Клімат поселення | Клімат поселення | Клімат поселення |
| Показник                                      | Січ.             | Лют.             | Бер.             | Квіт.            | Трав.            | Черв.            | Лип.             | Серп.            | Вер.             | Жовт.            | Лист.            | Груд.            |                  |
| Середній максимум, °C                         | 5,99             | 7,37             | 11,44            | 15,44            | 20,32            | 23,48            | 22,24            | 21,73            | 17,90            | 13,02            | 7,63             | 4,20             |                  |
| Середня температура, °C                       | 0,13             | 1,53             | 5,58             | 9,60             | 14,46            | 17,64            | 19,34            | 18,84            | 15,00            | 10,13            | 4,74             | 1,30             |                  |
| Середній мінімум, °C                          | −5,71            | −4,33            | −0,27            | 3,74             | 8,60             | 11,78            | 16,45            | 15,93            | 12,10            | 7,24             | 1,84             | −1,6             |                  |
| Норма опадів, мм                              | 51               | 52               | 65               | 73               | 85               | 107              | 92               | 96               | 91               | 92               | 93               | 70               |                  |
| Середньомісячна швидкість вітру, м/с          | 1.96             | 2.11             | 2.50             | 2.40             | 2.28             | 2.00             | 1.94             | 1.80             | 1.82             | 1.93             | 2.03             | 2.02             |                  |
| Середньомісячна сонячна радіація, кДж/м²·день | 4147             | 6889             | 10501            | 14855            | 18791            | 20661            | 21479            | 18782            | 14006            | 8753             | 4619             | 3352             |                  |
| --------------------------------------------- | ---------------- | ---------------- | ---------------- | ---------------- | ---------------- | ---------------- | ---------------- | ---------------- | ---------------- | ---------------- | ---------------- | ---------------- | ---------------- |
| Джерело:                                      |                  |                  |                  |                  |                  |                  |                  |                  |                  |                  |                  |                  |                  |